# 三鈴村
三鈴村（みすずむら）は三重県鈴鹿郡にあった村。内部川の右岸、現在の四日市市と鈴鹿市にまたがる。

## 地理
- 山岳：入道ヶ岳
- 河川：御幣川、鍋川、内部川、浪瀬川

## 歴史
- 1956年（昭和31年）9月30日 - 久間田村・椿村が合併して発足。
- 1957年（昭和32年）4月15日 - 分割し、大字南小松・鹿間・和無田・野田が四日市市に、大字下大久保・岸田・山本・小社・小岐須・大久保が鈴鹿市にそれぞれ編入。同日三鈴村廃止。

## 交通

### 道路
現在は旧村域を東名阪自動車道が通過するが、当時は未開通。

## 名所・旧跡・観光スポット・祭事・催事
- 椿大神社